# Mahamadou Diawara
Pour les articles homonymes, voir Diawara.
Mahamadou Diawara, né le 17 février 2005 à Longjumeau (France), est un footballeur français évoluant au poste de milieu central à l’Olympique lyonnais.

## Carrière

### En club
En fin de contrat avec le Paris Saint-Germain, Mahamadou Diawara signe son premier contrat professionnel avec l'Olympique lyonnais le 16 juin 2023. Il joue son premier match professionnel avec le club le 8 octobre 2023, en étant titulaire face au FC Lorient (3-3).
Le 17 janvier 2025, Diawara a rejoint Le Havre en prêt pour le reste de la saison 2024-2025.

### En sélection

#### Avec la France
Le 9 novembre 2023, Mahamadou Diawara est convoqué pour la première fois avec les équipes jeunes de France. Il répond favorablement à cette convocation et dispute son premier match avec les moins de 19 ans le 15 novembre 2023, en remplaçant Dehmaine Assoumani à la 81e minute d'une rencontre des éliminatoires de l'Euro 2024 U19 face à l'Estonie (en) (2-0). Le 15 mars 2024, Mahamadou Diawara est convoqué pour le prochain rassemblement des moins de 19 ans, mais il décide de ne pas honorer cette nouvelle convocation en raison des directives de la Fédération française de football relatives au ramadan (pas de pauses pour rompre le jeûne, incitation à le reporter etc.). Selon plusieurs observateurs, cette situation pourrait le convaincre d'opter définitivement pour l'équipe du Mali, le pays de ses parents, qui le convoite également,,.

#### Avec le Mali
À la suite de sa bonne performance avec Lyon contre Lorient, Mahamadou Diawara est approché une première fois par la Fédération malienne de football en octobre 2023. Cette dernière le sollicite à nouveau en mars 2024 en vue de s'attacher ses services pour les Jeux olympiques.

## Statistiques
| Saison                | Club                  | Championnat           | Championnat | Championnat | Championnat | Coupe(s) nationale(s) | Coupe(s) nationale(s) | Coupe(s) nationale(s) | Compétition(s) continentale(s) | Compétition(s) continentale(s) | Compétition(s) continentale(s) | Compétition(s) continentale(s) | Total | Total | Total |
| Saison                | Club                  | Division              | M.          | B.          | P.d.        | M.                    | B.                    | P.d.                  | Comp.                          | M.                             | B.                             | P.d.                           | M.    | B.    | P.d.  |
| 2023-2024             | Olympique lyonnais    | Ligue 1               | 11          | 0           | 0           | 1                     | 0                     | 0                     | -                              | -                              | -                              | -                              | 12    | 0     | 0     |
| 2024-2025             | Olympique lyonnais    | Ligue 1               | 2           | 0           | 0           | 0                     | 0                     | 0                     | C3                             | 2                              | 0                              | 0                              | 4     | 0     | 0     |
| Sous-total            | Sous-total            | Sous-total            | 13          | 0           | 0           | 1                     | 0                     | 0                     | -                              | 2                              | 0                              | 0                              | 16    | 0     | 0     |
| 2024-2025             | Le Havre AC (prêt)    | Ligue 1               | 15          | 0           | 1           | -                     | -                     | -                     | -                              | -                              | -                              | -                              | 15    | 0     | 1     |
| Total sur la carrière | Total sur la carrière | Total sur la carrière | 28          | 0           | 1           | 1                     | 0                     | 0                     | -                              | 2                              | 0                              | 0                              | 31    | 0     | 1     |